# Kubok Gagarina
La Kubok Gagarina (in russo: Кубок Гагарина, Kubok Gagarina), meglio nota come Coppa Gagarin, è il trofeo assegnato alla squadra vincitrice dei playoff della Kontinental Hockey League (KHL), e prende il suo nome dal cosmonauta sovietico Jurij Gagarin, il primo essere umano a volare nello spazio.

## Storia
La Coppa prese il nome da Gagarin poiché l'eventuale gara-7 delle finali dei playoff nella stagione inaugurale della KHL si sarebbe giocata il 12 aprile, l'anniversario della partenza del viaggio di Gagarin. Il trofeo della Coppa Gagarin pesa 18 kg, più di quanto pesi il trofeo della Stanley Cup, assegnato ai vincitori della NHL.
Al termine della stagione regolare della KHL le sedici migliori formazioni della lega accedono ai play-off, otto per ciascuna conference. I quarti di finale di Conference, le semifinali e le finali si svolgono nel formato al meglio delle sette partite, per determinare le due partecipanti alle finali della KHL, anch'esse al meglio dei sette incontri. Le Conference furono introdotte solo a partire dalla stagione 2009-2010. La squadra vincitrice delle finali riceve la Coppa Gagarin.

## Albo d'oro
| Stagione | Squadre | Squadre            | Risultati partite | Risultati partite | Risultati partite | Risultati partite | Risultati partite | Risultati partite | Risultati partite | Serie |  |
| Stagione | Squadre | Squadre            | 1                 | 2                 | 3                 | 4                 | 5                 | 6                 | 7                 | Serie |  |
| -------- | ------- | ------------------ | ----------------- | ----------------- | ----------------- | ----------------- | ----------------- | ----------------- | ----------------- | ----- |  |
| 2008-09  | N/A     | Ak Bars Kazan’     | 0                 | 4*                | 0                 | 5                 | 2                 | 3*                | 1                 | 4     |  |
| 2008-09  | N/A     | Lok. Jaroslavl’    | 3                 | 3                 | 3                 | 2                 | 3                 | 2                 | 0                 | 3     |  |
|          |         |                    |                   |                   |                   |                   |                   |                   |                   |       |  |
| 2009-10  | E       | Ak Bars Kazan’     | 3                 | 4                 | 2                 | 1                 | 2                 | 7                 | 2                 | 4     |  |
| 2009-10  | W       | MVD                | 2                 | 1                 | 3                 | 2                 | 3                 | 1                 | 0                 | 3     |  |
|          |         |                    |                   |                   |                   |                   |                   |                   |                   |       |  |
| 2010-11  | E       | Salavat Julaev     | 2*                | 3                 | 3                 | 0                 | 3                 |                   |                   | 4     |  |
| 2010-11  | W       | Atlant Mytišči     | 1                 | 1                 | 2                 | 4                 | 2                 | 1                 |                   |       |  |
|          |         |                    |                   |                   |                   |                   |                   |                   |                   |       |  |
| 2011-12  | E       | Avangard Omsk      | 2                 | 1                 | 1                 | 2*                | 2                 | 2                 | 0                 | 3     |  |
| 2011-12  | W       | Dinamo Mosca       | 1                 | 2                 | 0                 | 1                 | 3                 | 5                 | 1                 | 4     |  |
|          |         |                    |                   |                   |                   |                   |                   |                   |                   |       |  |
| 2012-13  | E       | Traktor Čeljabinsk | 1                 | 2                 | 3                 | 0                 | 4                 | 2                 |                   | 2     |  |
| 2012-13  | W       | Dinamo Mosca       | 2                 | 3                 | 1                 | 1                 | 3                 | 3*                | 4                 |       |  |
|          |         |                    |                   |                   |                   |                   |                   |                   |                   |       |  |
| 2013-14  | E       | Magnitogorsk       | 0                 | 4                 | 2                 | 5                 | 2*                | 4                 | 7                 | 4     |  |
| 2013-14  | W       | Lev Praga          | 3                 | 1                 | 3                 | 3                 | 1                 | 5*                | 4                 | 3     |  |
|          |         |                    |                   |                   |                   |                   |                   |                   |                   |       |  |
| 2014-15  | E       | Ak Bars Kazan’     | 2                 | 0                 | 2                 | 2                 | 1                 |                   |                   | 1     |  |
| 2014-15  | W       | SKA Pietroburgo    | 4                 | 1                 | 1                 | 3                 | 6                 | 4                 |                   |       |  |
|          |         |                    |                   |                   |                   |                   |                   |                   |                   |       |  |
| 2015-16  | E       | Magnitogorsk       | 1                 | 2                 | 2                 | 1                 | 2*                | 2                 | 3                 | 4     |  |
| 2015-16  | W       | CSKA Mosca         | 5                 | 1                 | 3*                | 0                 | 1                 | 3*                | 1                 | 3     |  |
|          |         |                    |                   |                   |                   |                   |                   |                   |                   |       |  |
| 2016-17  | E       | Magnitogorsk       | 4                 | 3                 | 1                 | 2                 | 3                 |                   |                   | 1     |  |
| 2016-17  | W       | SKA Pietroburgo    | 5                 | 1                 | 2*                | 3                 | 5                 | 4                 |                   |       |  |
|          |         |                    |                   |                   |                   |                   |                   |                   |                   |       |  |
| 2017-18  | E       | Ak Bars Kazan’     | 2                 | 2                 | 2                 | 3                 | 1                 |                   |                   | 4     |  |
| 2017-18  | W       | CSKA Mosca         | 1                 | 1                 | 3*                | 1                 | 0                 | 1                 |                   |       |  |
| 2018-19  | E       | Avangard Omsk      | 2                 | 0                 | 0                 | 2                 |                   |                   |                   | 0     |  |
| 2018-19  | W       | CSKA Mosca         | 5                 | 3                 | 2                 | 3*                | 4                 |                   |                   |       |  |
| 2018-19  | E       | Avangard Omsk      | 4                 | 0                 | 1                 | 4*                | 2                 | 1                 |                   | 4     |  |
| 2018-19  | W       | CSKA Mosca         | 1                 | 3                 | 2                 | 3                 | 2                 | 0                 | 2                 |       |  |

| W   | Campioni della Western Conference                       |
| E   | Campioni della Eastern Conference                       |
| N/A | N/A, Conference create a partire dalla stagione 2009–10 |
| *   | Gare vinte all'overtime                                 |

## Vittorie per squadra
| Squadra         | Titoli | Stagioni                        |
| --------------- | ------ | ------------------------------- |
| Ak Bars Kazan’  | 3      | 2008-2009, 2009-2010, 2017-2018 |
| Dinamo Mosca    | 2      | 2011-2012, 2012-2013            |
| Magnitogorsk    | 2      | 2013-2014, 2015-2016            |
| SKA Pietroburgo | 2      | 2014-2015, 2016-2017            |
| Salavat Julaev  | 1      | 2010-2011                       |
| CSKA Mosca      | 1      | 2018-2019                       |
| Avangard Omsk   | 1      | 2020-2021                       |